# Juan Gerardo Aguilar
Juan Gerardo Aguilar Gallegos más conocido como Juan Gerardo Aguilar (Zacatecas, 1977) es un escritor y periodista mexicano.

## Biografía
Nacido en Zacatecas, Zacatecas, en 1977, obtuvo una licenciatura en letras por la Universidad Autónoma de Zacatecas (UAZ). Ha sido becario del Fondo Nacional para la Cultura y las Artes (FONCA).
Parte de su carrera ha sido dedicada al periodismo cultural en el extinto periódico local Momento del que más tarde sería jefe de información; condujo el programa radiofónico "Polifonía" durante dos años y posteriormente se desempeñó como director de Comunicación Social del Ayuntamiento de Zacatecas y del Consejo Estatal de Turismo.
Es autor de dos libros de cuentos: El refugio del hurón (2010), y Servicio al cuarto (2013). Así mismo es autor de la antología 17 voces que dicen presente (2016). Ha colaborado en numerosas publicaciones como Cine Premiere, Replicante, Tierra Adentro, La Cabeza del Moro, Áurea y Ficticia, así como en los suplementos «El Unicornio» y «Trópico de Cáncer» del diario El Sol de Zacatecas.

## Publicaciones seleccionadas

### Antologías
- Juan Gerardo Aguilar (2016). 17 voces que dicen presente. Zacatecas, Zacatecas: Consejo Nacional para la Cultura y las Artes / Instituto Zacatecano de Cultura Ramón López Velarde. ISBN 9786079438135.

### Cuentos
- Aguilar, Juan Gerardo (2010). El refugio del hurón (Primeraición edición). Zacatecas : México, D.F: Instituto Zacatecano de Cultura "Ramón López Velarde" ; Editorial Jus, S.A. de C.V. ISBN 9786074120806.
- Aguilar, Juan Gerardo (2013). Servicio al cuarto. Guadalupe, Zacatecas: Instituto Nacional de Bellas Artes / Consejo Nacional para la Cultura y las Artes / Pictographia (Poéticas contemporáneas. Colección de narrativa joven del Centro Occidente). ISBN 9786079087333.